# ナタリー・ウッド
ナタリー・ウッド（Natalie Wood、本名：Natalia Nikolaevna Zakharrenko、1938年7月20日 - 1981年11月29日）は、アメリカ合衆国の女優。
1981年、43歳で謎の死を遂げ、現在では伝説と化している女優である。その伝説はハリウッドにおいて様々な形で映像化されている。

## 生涯
カリフォルニア州サンフランシスコにて、ロシアから移民してきた両親の間に生まれる。妹は『007 ダイヤモンドは永遠に』に出演した女優のラナ・ウッド。
1943年から映画に出演しはじめ、シャーリー・テンプルの次の世代の人気子役として、1947年の『三十四丁目の奇蹟』で人気スターとなる。1955年の『理由なき反抗』でアカデミー助演女優賞にノミネートされた。
その後もジョン・フォードの西部劇『捜索者』やロバート・ワイズのミュージカル映画『ウエスト・サイド物語』、エリア・カザン監督でウォーレン・ベイティと共演した『草原の輝き』などでスターの座を確たるものにした。
1981年11月29日、映画『ブレインストーム』の撮影中にロサンゼルス沖でワグナーやクリストファー・ウォーケンとヨットに乗っていたところ行方不明になり、翌日にサンタカタリナ島の入り江で水死体となって発見された。43歳没。事故死とされた一方、殺されたという意見もあり、真相は謎とされている。
新たな情報が寄せられたとして2011年11月にロサンゼルス郡警察の殺人担当部署が再捜査を開始した。2012年5月に作成された検視報告書では、遺体には複数の打撲や傷跡の痕跡があったことを認定し、死因を「事故死」から「水死および不確定要因によるもの」と変更。しかし警察は殺人事件として扱うには証拠不十分であると結論づけたと報じられた。2018年2月1日、ロサンゼルス郡の警察当局者がナタリー・ウッドの死に関し、新たな目撃者の証言が得られ、「不審死」とみて捜査し、実際に何人もの人間から死が関連していると思われていた元夫の俳優ロバート・ワグナーを重要参考人とみて事情聴取を求めていることが明らかになったが、ロバート・ワグナーは聴取を拒否している。

## 私生活・エピソード
- 1957年に俳優のロバート・ワグナーと結婚。破局後、ウォーレン・ベイティと婚約していたが結婚はしなかった。1969年にプロデューサーのリチャード・グレグソンと結婚し、娘ナターシャを儲けた。ナターシャは後に女優になった。グレグソンとの破局後、再びワグナーと結婚し、コートニーという娘をもうける。コートニーは宝石デザイナーになったが、2012年にコカイン所持で逮捕されている[7]。

- 恋多き女優としても有名で、エルヴィス・プレスリー、デニス・ホッパー、レイモンド・バー[8]、クリストファー・ウォーケンらと浮名を流した。

- 『草原の輝き』（1961年）のセットで知り合った、マート・クロウリーというテレビ制作会社に勤める男をアシストタントに雇った。ゲイであったクロウリーを経済的に支え、その援助によりクロウリーは同性愛を真正面から取り上げた戯曲『真夜中のパーティー』を書くことができた[9][10]。同戯曲はオフ・ブロードウェイでロング・ランとなり、1970年にウィリアム・フリードキンの監督により映画化された。

## ギャラリー

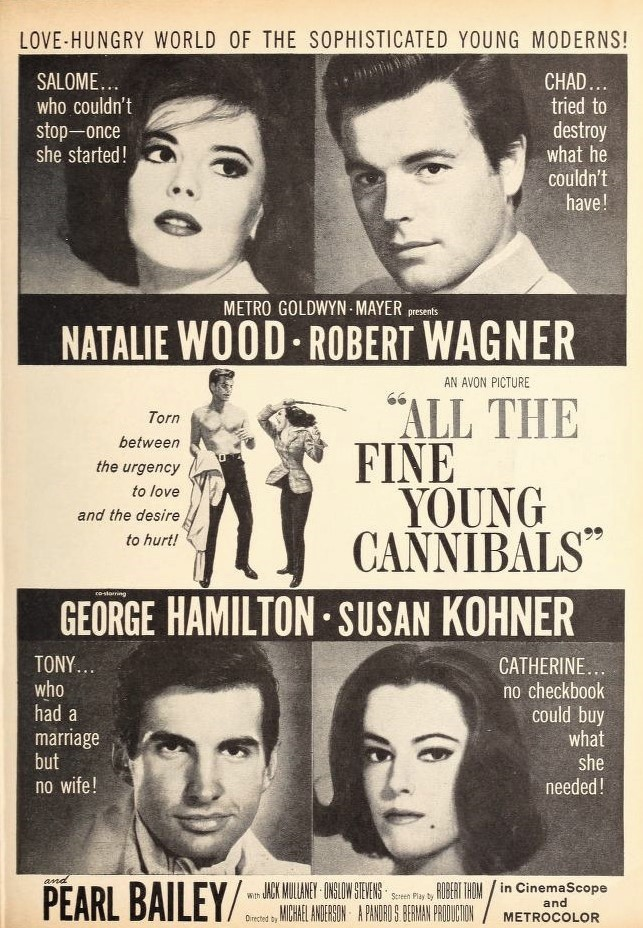
『夜が泣いている』（1960年）
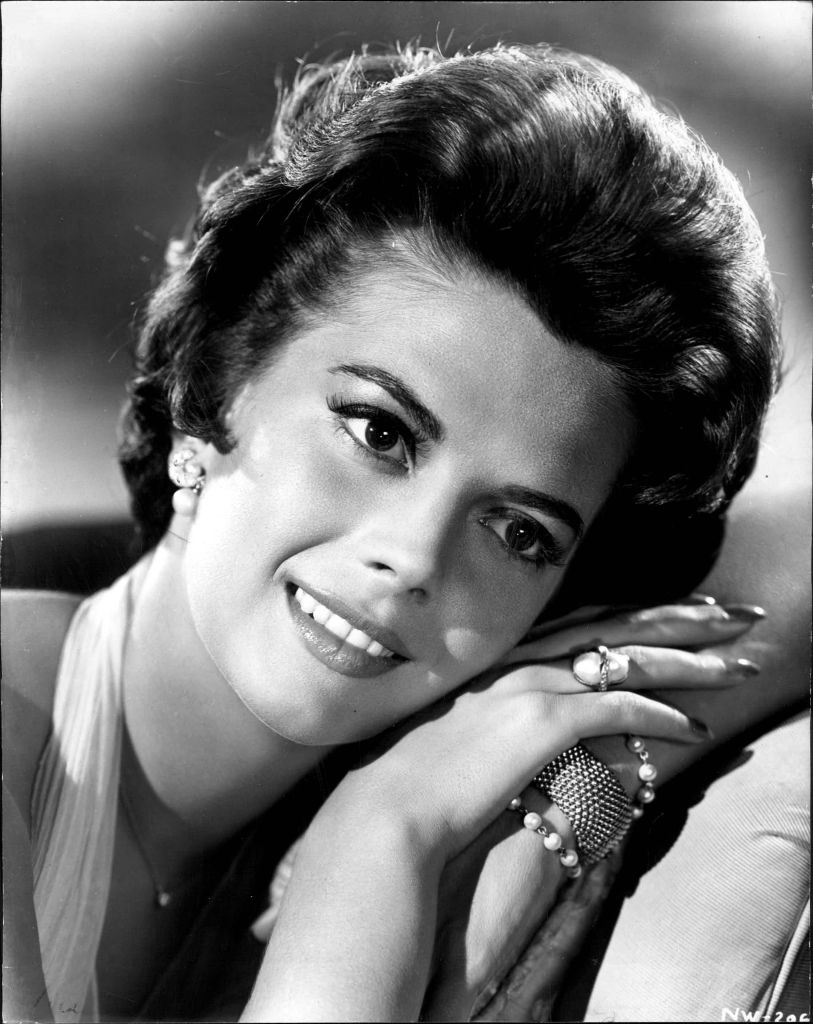
『草原の輝き』（1961年）
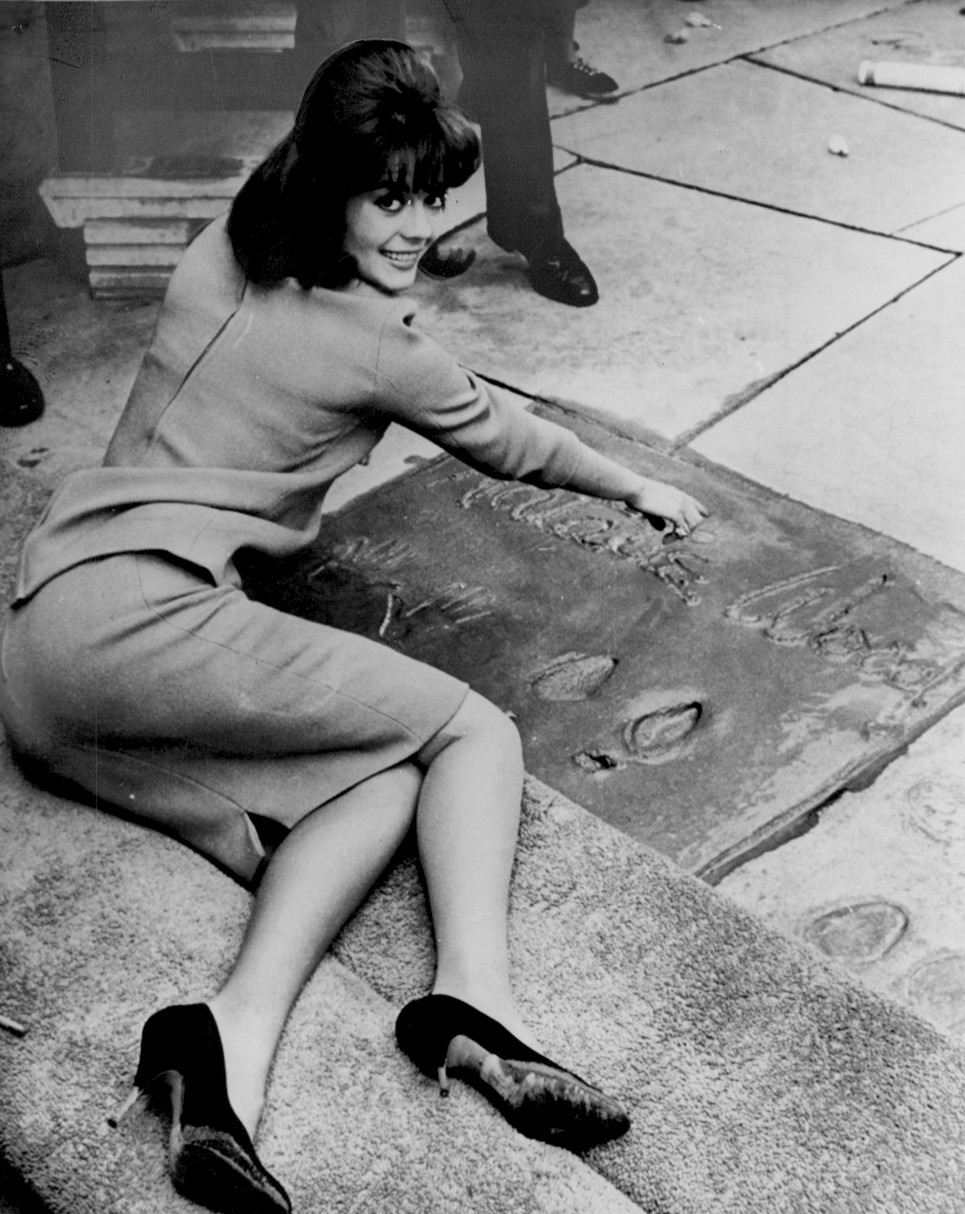
1961年
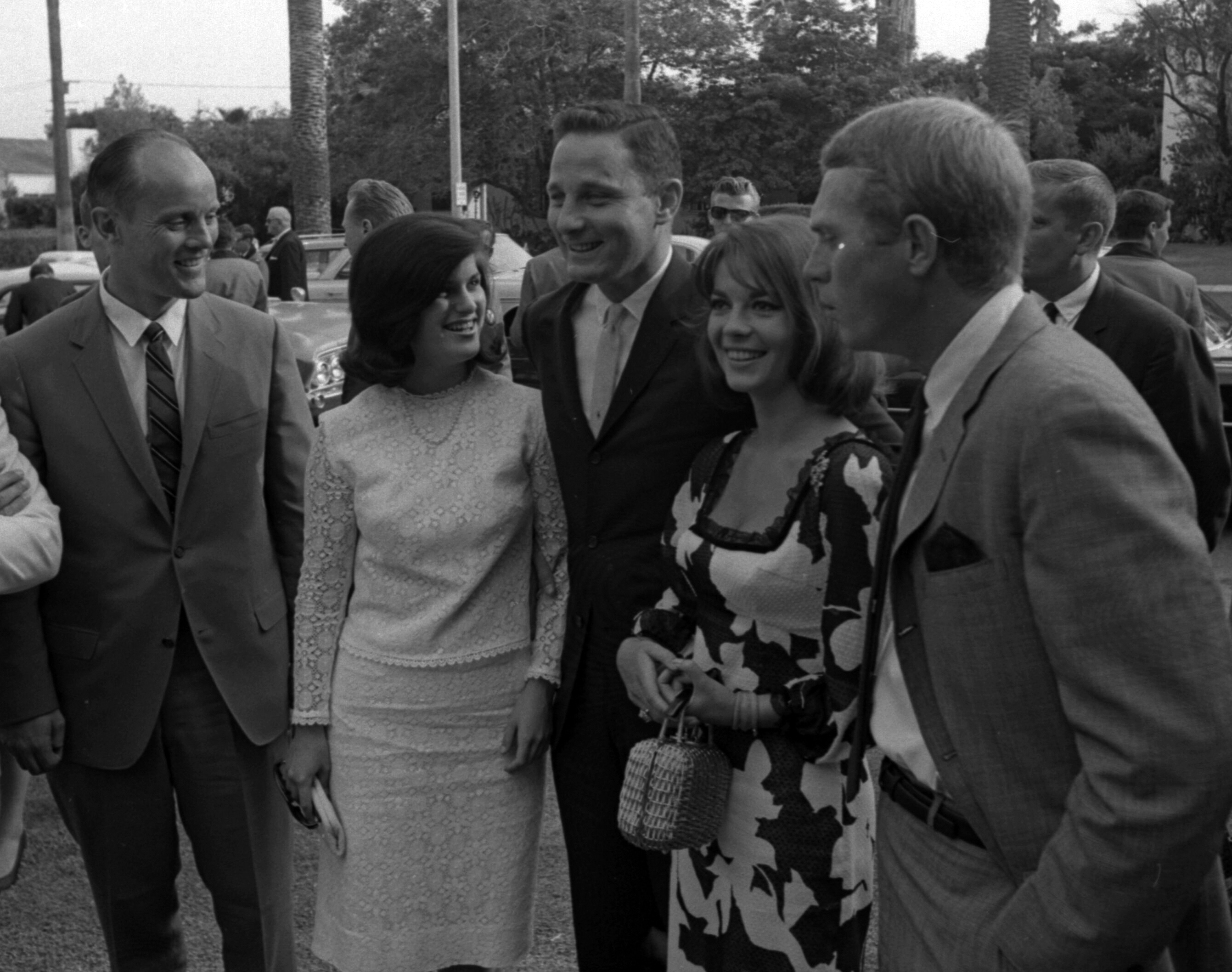
ルーシー・ベインズ・ジョンソン、スティーブ・マックイーンらとともに（1964年）
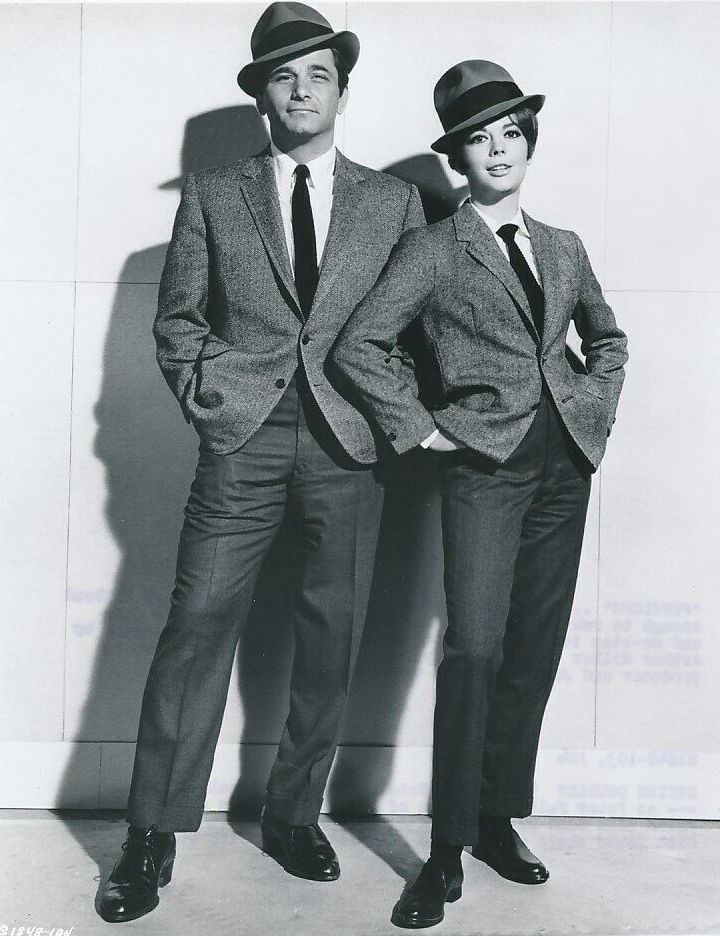
『美人泥棒』（1966年）

## 主な出演作品
| 公開年 | 邦題 原題                                             | 役名                               | 備考                 |
| ------ | ----------------------------------------------------- | ---------------------------------- | -------------------- |
| 1946   | 離愁 Tomorrow Is Forever                              | マーガレット                       |                      |
| 1947   | 三十四丁目の奇蹟 Miracle on 34th Street               | スーザン・ウォーカー               |                      |
| 1947   | 幽霊と未亡人 The Ghost and Mrs. Muir                  | アンナ                             |                      |
| 1948   | 嵐の園 Scudda Hoo! Scudda Hay!                        |                                    |                      |
| 1949   | 日曜は鶏料理 Chicken Every Sunday                     | ルース                             |                      |
| 1949   | 緑に誓う The Green Promise                            | スーザン・マシューズ               |                      |
| 1950   | われら自身のもの Our Very Own                         | ペニー                             |                      |
| 1950   | 牧場の花嫁 Never a Dull Moment                        | ナンシー・ヘイワード               |                      |
| 1951   | 青いヴェール The Blue Veil                            | ステファニー                       |                      |
| 1954   | 銀の盃 The Silver Chalice                             | ヘレナ                             |                      |
| 1955   | 理由なき反抗 Rebel Without a Cause                    | ジュディ                           |                      |
| 1956   | 捜索者 The Searchers                                  | デビー・エドワーズ                 |                      |
| 1956   | 果てしなき決斗 The Burning Hills                      | マリア＝クリスティナ・コルトン     |                      |
| 1957   | B52爆撃隊 Bombers B-52                                | ロイス                             |                      |
| 1958   | 初恋 Marjorie Morningstar                             | マージョリー                       |                      |
| 1958   | 最后の接吻 Kings Go Forth                             | モニク                             |                      |
| 1960   | 札束とお嬢さん Cash McCall                            | ロリー                             |                      |
| 1960   | 夜が泣いている All the Fine Young Cannibals           | サラ・デイヴィス                   |                      |
| 1961   | 草原の輝き Splendor in the Grass                      | ディーン                           |                      |
| 1961   | ウエストサイド物語 West Side Story                    | マリア                             |                      |
| 1962   | ジプシー Gypsy                                        | ルイーズ（ジプシー・ローズ・リー） |                      |
| 1963   | マンハッタン物語 Love with the Proper Stranger        | アンジー・ロッシーニ               |                      |
| 1964   | 求婚専科 Sex and the Single Girl                      | ヘレン・ブラウン                   |                      |
| 1965   | グレートレース The Great Race                         | マギー・デュボワ                   |                      |
| 1965   | サンセット物語 Inside Daisy Clover                    | デイジー・クローヴァー             |                      |
| 1966   | 雨のニューオリンズ This Property Is Condemned         | アルヴァ・スター                   |                      |
| 1966   | 美人泥棒 Penelope                                     | ペネロペ・エルコット               |                      |
| 1969   | ボブ&キャロル&テッド&アリス Bob & Carol & Ted & Alice | キャロル・サンダース               |                      |
| 1972   | 候補者ビル・マッケイ The Candidate                    | 本人                               |                      |
| 1973   | 愛ふたたび The Affair                                 | コートニー・パターソン             | テレビ映画           |
| 1979   | メテオ Meteor                                         | タチアナ・ドンスカヤ               |                      |
| 1979   | 地上(ここ)より永遠に From Here to Eternity            | カレン・ホームズ                   | テレビ・ミニシリーズ |
| 1979   | クラッカー・ファクトリー The Cracker Factory          | キャシー・バレット                 | テレビ映画           |
| 1980   | エヴァ・ライカーの記憶 The Memory of Eva Ryker        | エヴァ・ライカー／クレア・ライカー | テレビ映画           |
| 1980   | ウィリーとフィル/危険な関係 Willie & Phil             | 本人                               |                      |
| 1983   | ブレインストーム Brainstorm                           | カレン・ブレイス                   |                      |